# Wiert Omta
Wiert Pauwel Omta (Emmeloord, 19 november 1946) is een Nederlands politicus van het CDA.
Omta had een eigen akkerbouwbedrijf in Emmeloord, dat later door zijn zoon is overgenomen. Hij is acht jaar wethouder geweest in de Noordoostpolder voor hij in 1994 burgemeester werd van de gemeente Wieringermeer. Vanaf oktober 2000 was Omta elf jaar de burgemeester van de gemeente Ermelo.
In maart 2011 werd bekend dat Omta per november dat jaar met het ambt zou stoppen.
Op 28 oktober 2011 werd hij benoemd tot Ridder in de Orde van Oranje-Nassau.